# Priap
Priap (gr. Πρίαπος Príapos, łac. Priapus) – w mitologii grecko-rzymskiej bóg płodności, zapewniający urodzaj. 
Był synem Dionizosa lub Hermesa i Afrodyty. Opiekował się ogrodami, ich roślinnością (zwłaszcza drzewami) oraz winnicami.
W ogrodach często ustawiano posągi lub hermy przedstawiające Priapa z wyeksponowanym członkiem w stanie erekcji, przy których składano mu ofiary z pierwszych plonów.
Początkowo jego kult rozpowszechnił się w Azji Mniejszej, szczególnie w Lampsakos, a następnie rozprzestrzenił się w całej starożytnej Grecji.